# 국립환경연구소

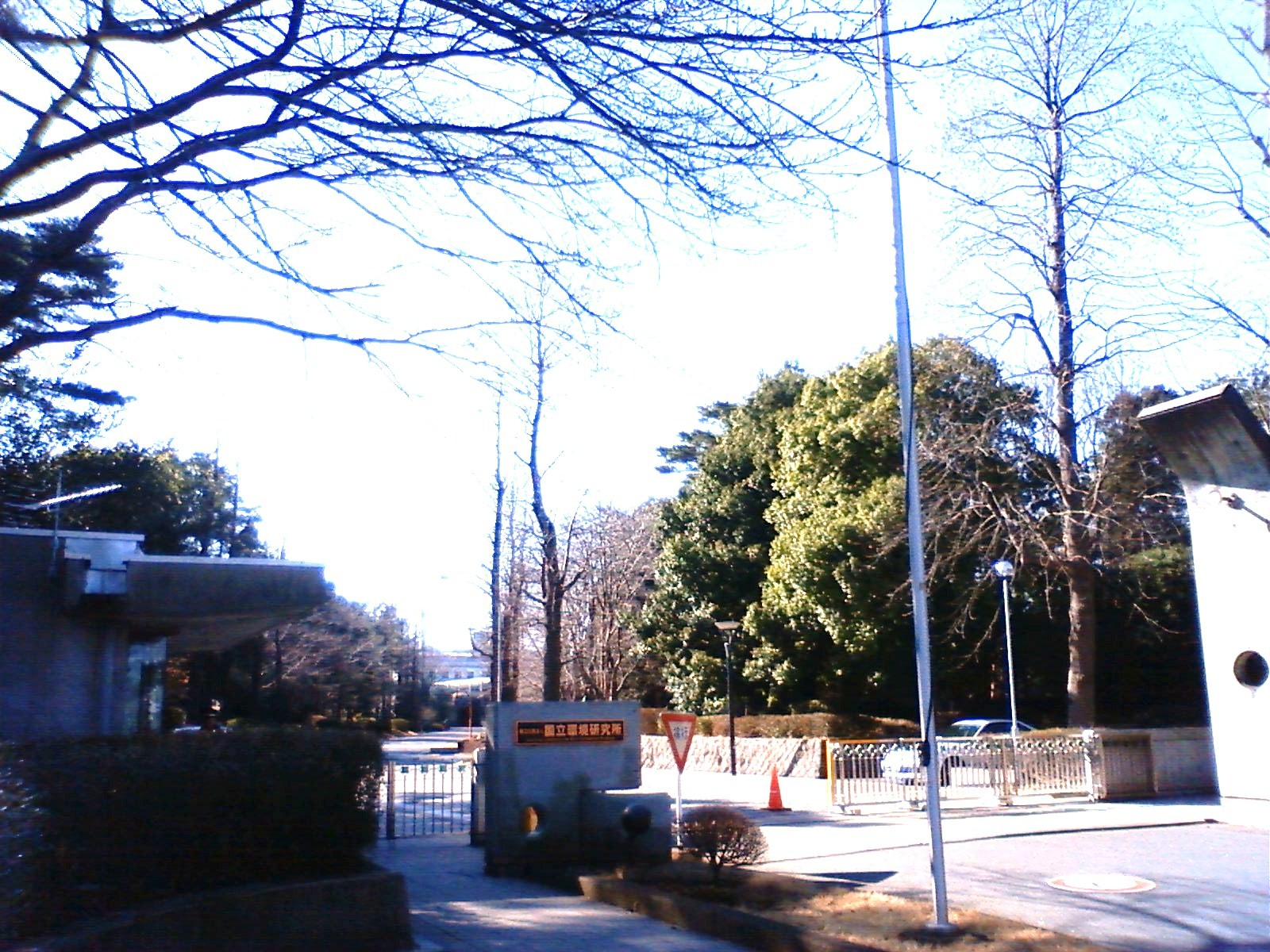

국립환경연구소(国立環境研究所, National Institute for Environmental Studies, NIES)는 1974년에 일본 환경 연구의 중심지로 설립되었다. 2001년에는 독립행정법인이 되었다.
NIES는 8개의 센터로 구성되어 있으며, 각 센터는 속한 광범위한 분야 내에서 다양한 전문 분야를 담당하는 여러 부서로 세분된다.
8개의 센터는 이 연구 분야에 전념하는 프로그램을 통해 8개의 다른 분야에서 연구를 담당한다.

## 역사
- 1971년 7월 환경청 설립
- 1971년 11월 NIES 설립 준비위원회 설립
- 1974년 3월 국립환경연구소 설립
- 1985년 4월 쇼와 천황이 NIES 방문
- 1990년 7월 지구환경 연구를 포함하도록 NIES 재편
- 1990년 10월 지구환경연구센터 설립
- 2001년 1월 환경청이 환경부로 승격.
- NIES에 폐기물 관리부 설치
- 2001년 4월 NIES가 독립행정법인으로 설립.
- 제1차 5개년 계획 (2001~2005) 시작

## 같이 보기
- 일본의 독립행정법인 목록